# Vlag van het Ottomaanse Rijk

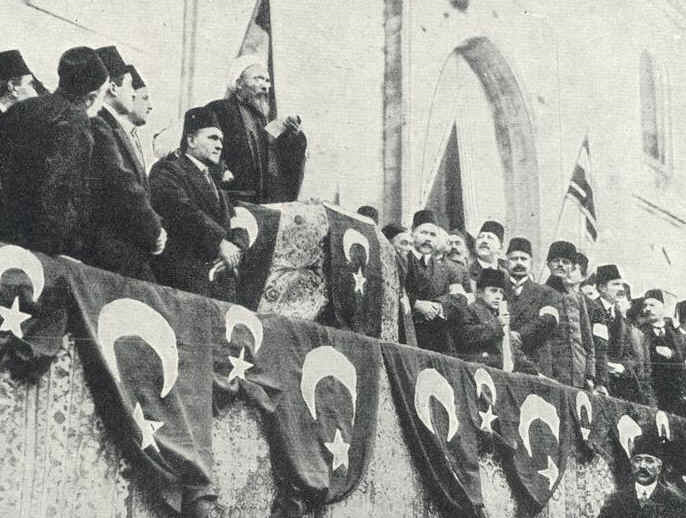
De Sheikh ul-Islam verklaart jihad tegen de Geallieerden in 1914, met Ottomaanse vlaggen voor het podium

Dit artikel bespreekt de vlag van het Ottomaanse Rijk en andere belangrijke vlaggen die in het Ottomaanse Rijk gebruikt werden. Het Ottomaanse Rijk heeft in zijn geschiedenis verschillende vlaggen gebruikt, en ook de sultans van de Ottomaanse dynastie gebruikten verschillende persoonlijke vlaggen. Vanwege de complexe binnenlandse sociale en politieke situatie, was er tot 1844 geen duidelijke nationale vlag. Dat jaar werd een officiële vlag aangenomen, die vrijwel gelijk is aan de huidige vlag van Turkije; deze vlag vindt zijn oorsprong bij de Ottomaanse marine.

## Beginperiode (1299-1453)
In de periode 1299-1453 waren de Ottomanen bezig zichzelf een identiteit te geven. Osman I, een veldheer die in 1299 het rijk stichtte, droeg de titel khan van Kayıhan. Deze titel, die hij erfde van zijn vader Ertuğrul, gaat terug tot de tijd dat de Kayıhan een nomadische Oguzenstam in Tiensjan waren.
Osmans zoon Orhan I zag het rijk dat zijn vader stichtte als opvolgingsstaat van het Oost-Romeinse (Byzantijnse) Rijk, en trouwde zelfs met een Byzantijnse prinses. Zijn vlag combineerde de vlag van het Byzantijnse Rijk met die van het Kayıhan-khanaat, waarbij de B's vervangen werden door Kayı-tamgha's.
Osmans kleinzoon Murat I maakte een einde aan het beleid van zijn vader en begon een nieuwe, eigen identiteit voor zijn rijk te introduceren. De kleur rood stond hierin centraal en het rijk kreeg een rode driehoekige vlag. De reden hiervoor is onduidelijk. Rood had destijds geen traditionele betekenis voor de stam van de sultan (in tegenstelling tot wit en goud) en was ook geen traditionele Turkse kleur (in tegenstelling tot blauw, wit en goud). Wel was rood belangrijk voor de Gökturken.

## Vlaggen van deVerheven Porte(1453-1793)
Na het Beleg en val van Constantinopel in 1453 verscheen er steeds vaker een gouden halve maan op het rode doek. Soms was de halve maan wit. De schilder Jheronimus Bosch (circa 1450-1516) plaatste enkele keren Ottomaanse vlaggen op zijn schilderijen, zoals op Ecce Homo. Deze vlaggen bestonden uit een rood doek met daarop een witte halve maan.
De halve maan was een oud Grieks en Byzantijns symbool. Hoewel dit een belangrijke reden was om het symbool in te voeren (Mehmet II claimde door de verovering van Constantinopel Romeins keizer te zijn), was het niet de enige reden. Sommige pre-islamitische Turkse clans en koninkrijkjes gebruikten de halve maan al als heilig symbool. De halve maan was populair in Perzië, waar destijds veel niet-Byzantijnse cultuur vandaan kwam. Ook leek het symbool sterk op de tamga van de Kayıhan. De halve maan was dus een krachtig symbool van de verbinding die het Ottomaanse Rijk wilde vormen tussen het verleden en de toekomst.
Met het verkrijgen van de controle over Constantinopel en de Bosporus kwamen er nieuwe commerciële mogelijkheden en gevaren voor het rijk. Venetië en Genua vreesden voor hun belangen en kolonies in de Egeïsche en Zwarte Zee. De Ottomanen hadden behoefte aan een sterke marine en stelden daarom een aantal hervormingen in. Hieronder valt ook de komst van nieuwe marine-identificatievlaggen.
Schepen van de koopvaardij werden gerangschikt naar godsdienst van de eigenaar, waarbij voor elke religie andere regels golden. Voor joden en christenen golden extra belastingen, hoewel de leden van het millet van de Oosters-orthodoxen rechten en privileges hadden die katholieken niet hadden.
Na de verovering van Syrië en Egypte, was een nieuwe keizerlijke vlag gewenst. De sultan was niet langer vooral de vorst van een rijk met een christelijke erfenis, maar ook sultan van Egypte en kalief van de Islam. Het Byzantijnse kruis werd niet langer gebruikt, terwijl men de kleur groen (de kleur van de islam) ging gebruiken. Daarbij werden vaak drie halve manen getoond als symbool van de drie continenten waarover het Ottomaanse Huis regeerde: Egypte in Afrika, het kalifaat in Azië en Rum (Rome, het voormalige Byzantijnse Rijk) in Europa.

## Hervormingen en neergang (1793-1923)
Onder Selim III werden veel hervormingen doorgevoerd, vooral in het leger. Rood en groen werden de nieuwe nationale kleuren: rood van de seculiere overheid, en groen van de (daarvan niet strikt gescheiden) religieuze overheid. De religieuze overheid, het kalifaat, gebruikte vanaf 1793 een groene vlag met daarop een gouden halve maan en een achtpuntige ster. De achtpuntige ster is de ster van Rub El Hizb (۞), een islamitisch symbool. De Ottomaanse marinevlag bestond vanaf datzelfde jaar uit een rood doek met daarop een witte halve maan met een achtpuntige ster.
Behalve de marine werd ook het landleger grondig hervormd. Het landleger kreeg een nieuwe vlag in de toenmalige stijl van de West-Europese legers, bestaande uit twee even hoge banen in de nieuwe nationale kleuren.
Tussen 1839 en 1876 (de periode van het Tanzimaat) volgde een nieuwe reeks hervormingen. Onderdeel van deze hervormingen was de aanname van een vlag die als nationaal symbool moest dienen. Men koos voor een aangepaste versie van de marinevlag: een rood doek met daarop een witte halve maan en een witte ster met vijf (in plaats van acht) punten. Deze vlag werd in 1844 aangenomen en zou tot het einde van het Ottomaanse Rijk in gebruik blijven.

## Relatie met de Turkse vlag
Toen het Ottomaanse Rijk na de Eerste Wereldoorlog uit elkaar viel en Turkije gesticht werd, handhaafden de nieuwe Turkse machthebbers de vlag uit 1844. De vlag van Turkije bestaat dus uit een witte halve maan en een witte vijfpuntige ster op een rode achtergrond. Sinds 1936 zijn de huidige specificaties van kracht.